# Hugo Horiot
Hugo Horiot, né le 3 août 1982 à Dijon (Côte-d'Or),
est un acteur et écrivain français, et surtout un militant pour la dignité des personnes autistes.
Non verbal dans la petite enfance, il est l'auteur de L'empereur, c'est moi et de Autisme : j'accuse !, tandis que sa mère, Françoise Lefèvre, a écrit plusieurs livres évoquant leur relation, comme Surtout ne me dessine pas un mouton et Le Petit Prince Cannibale.
Il a témoigné sur son parcours en tant que personne autiste dans plusieurs émissions de télévision,,,,.

## Biographie
Il passe sa première enfance sans parler jusqu'à l'âge de six ans. Selon son témoignage, les médecins qu'il rencontre alors qu'il a deux ans lui prévoient « un aller simple en hôpital psychiatrique ».
Prénommé « Julien Hugo » à la naissance, il donne la préférence à son deuxième prénom à l'âge de six ans (1988), au moment où il commence à parler, afin de « tuer en lui le dictateur[pas clair] »
En 2000, il entre au Théâtre du jour d'Agen.
En 2013, il obtient le prix Paroles de patients.
En mars 2017, en réaction aux propos de François Fillon à propos de l'autisme, il envisage de se présenter à l'élection présidentielle sous l'étiquette d'un parti de la neurodiversité, mais trop tard pour pouvoir obtenir les parrainages nécessaires. Son slogan est alors « Un destin pour tous ».
Depuis la fin 2018, Hugo Horiot est régulièrement sollicité comme expert auprès des institutions européennes, afin de défendre les minorités cognitives.
Il apparait aussi dans deux épisodes de la série Astrid et Raphaëlle, dont le personnage d'Astrid, interprété par Sara Mortensen, est une autiste. Hugo Horiot joue le rôle d'un personnage neurotypique, Paul Thomas.

## Œuvres
- Contribution à l'ouvrage collectif de Charles Gardou (dir.), Le handicap par ceux qui le vivent, Érès, 2009, 248 p.

### Livres
- L'empereur, c'est moi, postface de Françoise Lefèvre, Paris, L'Iconoclaste, 2013, 228 pages  (ISBN 978-2-913-366-58-9)
- Carnet d'un imposteur, L'Iconoclaste, 2016.
- Autisme : j'accuse !, L'Iconoclaste, 2018.

### Adaptations au théâtre
- L'empereur, c'est moi, 2014
- J'entrerai dans ton silence, d'après Françoise Lefèvre et Hugo Horiot, adaptation et mise en scène de Serge Barbuscia, pièce créé au Festival d'Avignon 2018, et jouée au théâtre du Balcon (Avignon) en 2018 (captation DVD : Paris, l'Harmattan vidéo, 2018)

## Filmographie

### Apparitions dans des documentaires
Hugo Horiot est aussi apparu dans des documentaires comme :
- 2014 : Mon univers à part de Sophie Robert
- 2018 : L'Empereur emmuré d'Alexandre Bitoun

### Télévision (acteur)
- 2020 : Astrid et Raphaëlle : Paul Thomas (épisodes La Nuit du mort-vivant (saison 1, épisode 7), En garde à vue (saison 2, épisode 8) et Le Sacrifice du fou (saison 4, épisode 5))

## Distinctions
- 2013 : Prix Paroles de patients pour L'empereur, c'est moi[10]